# Obelisk z Aksum
Obelisk z Aksum (Stela 2) (amhar. የአክሱም ሐውልት) – sjenitowa, monolityczna stela o wysokości 23 m i wadze ponad 100 ton, wzniesiona w ok. IV wieku przez władców starożytnego państwa Aksum w mieście Aksum na terenie dzisiejszej Etiopii. Obalona najprawdopodobniej pod koniec X wieku, rozpadła się przy upadku na pięć części. W 1937 roku wywieziona do Włoch przez faszystowskich okupantów. Zwrócona Etiopii w kwietniu 2005 roku i odrestaurowana w miejscu oryginalnej lokalizacji, odsłonięta we wrześniu 2008 roku. 
W 1980 roku ruiny starożytnego miasta Aksum zostały wpisane na listę światowego dziedzictwa kulturowego UNESCO.

## Opis
Obelisk z Aksum jest jedną z wielu monolitycznych steli wzniesionych w III–IV wieku przez władców starożytnego państwa Aksum (100 p.n.e. – 940) na terenie miasta Aksum w północnej części dzisiejszej Etiopii, ok. 50 km od granicy z Erytreą. Ok. 120 steli wzniesiono na terenie u południowych podnóży wzgórz Bieta Gijorgis, na którym dokonywano pochowków, w celu oznaczenia grobowców. 
Stele wznoszono z jednego fragmentu sjenitu nefelinowego wydobywanego ok. 4 km od Aksum. Sześć steli zdobią płaskorzeźby nadające im wrażenie wielopiętrowych budowli z wyraźnie zaznaczonymi elementami belek, okien i drzwi wejściowych. Na niektórych stelach znajdują się trójjęzyczne inskrypcje króla Ezana z IV wieku wykonane w językach greckim, sabejskim i gyyz. 
Stele oznaczały grobowce, przy czym wśród inskrypcji nie ma żadnych wskazówek odnośnie do tego, kto spoczywa w grobowcu oznaczonym stelą. Z uwagi na rozmiary i bogate zdobienia steli, prawdopodobne jest, że w grobowcach spoczywają władcy Aksum. 
Największa stela, o wysokości ok. 30 metrów i ciężarze ponad 500 ton, leży w ruinie – prawdopodobnie uległa uszkodzeniu już podczas jej wznoszenia. Była to najprawdopodobniej najwyższa monolityczna stela, jaką budowali starożytni. Najwyższe stele w Aksum przewyższały obeliski egipskie.   
„Obelisk z Aksum” (Stela 2) jest największą stojącą stelą w Aksum – ma 23 metry wysokości i waży ponad 100 ton. Jej zdobienia imitują dziewięciopiętrowy budynek.

## Historia

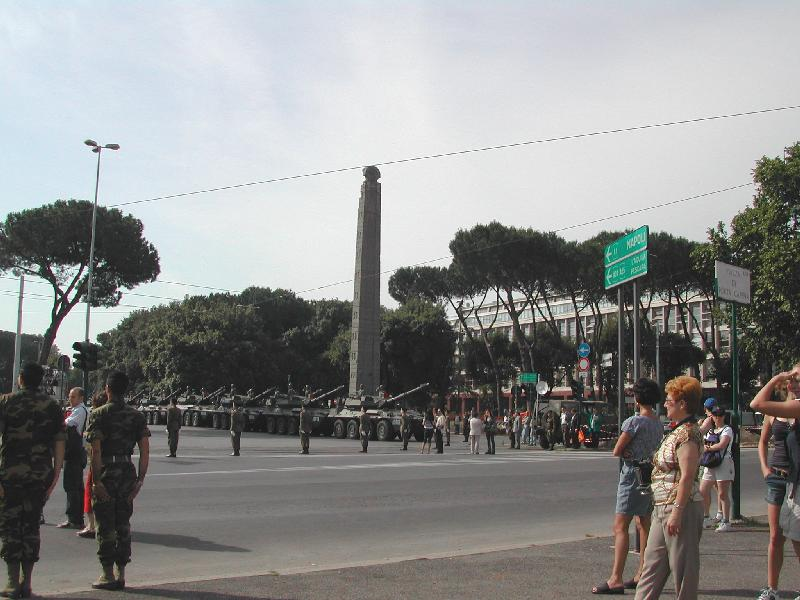
Obelisk w Rzymie w 2002 roku

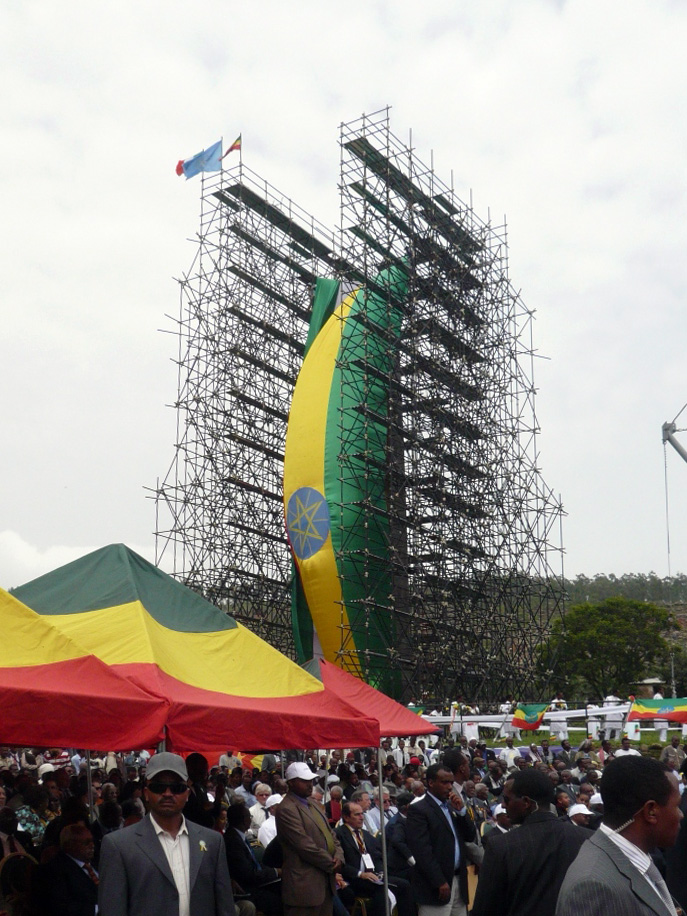
Obelisk podczas ceremonii odsłonięcia w Aksum 4 września 2008 roku

Podczas prac archeologicznych w latach 1994–1997 stwierdzono, że najprawdopodobniej pod koniec X wieku pod stelą przeprowadzono wykop, aby ją przewrócić. Po upadku stela rozpadła się na pięć części, które zostały udokumentowane na zdjęciach przez niemiecką wyprawę w 1906 roku.
Po inwazji włoskiej w 1936 roku na ówczesną Abisynię, w 1937 roku na osobisty rozkaz Benita Mussoliniego stela została zrabowana przez włoskich żołnierzy, wywieziona do Włoch i ustawiona w centrum Rzymu na Piazza di Porta Capena.
W 1980 roku ruiny starożytnego miasta Aksum zostały wpisane na listę światowego dziedzictwa kulturowego UNESCO.
Władze Etiopii uważają obelisk za ważną część dziedzictwa kulturowego państwa i przez lata zabiegały u władz Włoch o jej zwrot. Już w 1947 roku dzięki staraniom ONZ Włochy zobowiązały się do zwrotu steli na jej pierwotne miejsce. Po wielu latach nacisku, w kwietniu 1997 roku, podczas swojej wizyty w Etiopii, prezydent Włoch Oscar Luigi Scalfaro obiecał rychły zwrot zabytku. 
W 2002 roku uderzył w niego piorun (stela była osadzona na żelaznym pręcie) i zniszczył wierzchołek, co spowodowało konieczność poddania obelisku konserwacji. Pierwsze kroki w celu rozebrania obelisku i przewiezienia go na miejsce przeznaczenia podjęto w listopadzie 2003 roku, kiedy rząd Włoch podjął decyzję o pokryciu kosztów przedsięwzięcia. 
Problemem było znalezienie odpowiedniego środka transportu. Ponieważ po oderwaniu się Erytrei Etiopia straciła dostęp do morza, a stosunki między Erytreą a Etiopią wciąż są napięte, transport przez pobliski erytrejski port Massaua, przez który obelisk wywieziono z Afryki, był niemożliwy. 
Transport miał odbyć się drogą lotniczą. Rozcięty na trzy równe części i odrestaurowany zabytek czekał na przewiezienie do Etiopii w magazynach niedaleko rzymskiego międzynarodowego lotniska im. Leonarda da Vinci w Fiumicino. Jednym z problemów była niewystarczająca długość pasa startowego na lotnisku w Aksum. Drogi i mosty między Addis Abebą i Aksum nie nadawały się do tak skomplikowanego transportu drogowego. Jedynym wyjściem była modernizacja pasa startowego lotniska w Aksum. Ostatecznie obelisk został przewieziony w trzech lotach: 19, 22 i 25 kwietnia 2005. Użyto Antonova An-124 Rusłana. 
Przywiezieniu pierwszej części obelisku towarzyszyły uroczystości państwowe. Obelisk miał być ponownie ustawiony we wrześniu 2005 roku. Cała operacja miała kosztować rząd włoski ok. 6 mln euro. W marcu 2007 roku zakończyło się wylewanie fundamentów pod ponowne wzniesienie obelisku. W czerwcu 2008 roku rozpoczęto rekonstrukcję pod kierunkiem włoskiego inżyniera Giorgio Crociego. Zabytek został oficjalnie odsłonięty 4 września 2008 roku, podczas ceremonii stanowiącej ostatni element obchodów roku 2000 w kalendarzu etiopskim.